# 刺爪螨属
刺爪螨属（学名：Acanthonychus）为叶螨科的一个属。

## 下级分类
本属包括以下物种：
- 尖峰刺爪螨 Acanthonychus jiangfengensis Wang, 1982 [1]